# 1923
1923 (MCMXXIII) var ett normalår som började en måndag i den gregorianska kalendern och ett normalår som började en söndag i den julianska kalendern.

## Händelser

### Januari
- 1 januari – Brittiska BBC startar reguljära radiosändningar, vilket Storbritannien blir först ut i Europa med.[1] Sändningarna kan även höras i Sverige om man har förstärkarlampa.[2]
- 2 januari – Svarta invånare i Rosewood, Florida utsätts för en överraskningsattack av Ku Klux Klan. Åtta personer dödas.
- 8 januari – Forskningsresanden Sten Bergman återvänder till Sverige från en forskningsexpedition till Kamtjatka.
- 9 januari – Juan de la Cierva visar upp den första autogiron som kan flyga.
- 11 januari
  - Franska och belgiska trupper ockuperar Ruhrområdet. Tyskarna svarar med passivt motstånd vilket bland annat förorsakar en våldsam inflation. Ockupationen är föranledd av inställandet av betalningen av Tysklands krigsskadestånd [3].
  - I de knappa tiderna uppvisar den svenska statsverkspropositionen en minskning med 200 miljoner och uppgår till 737 miljoner [4].
- 27 januari – Det tyska nazistpartiet håller i München sin första kongress och kräver Versaillesfredens ogiltigförklarande [5]. Kongressen pågår till 29 januari [6].
- 31 januari – 65 000 svenska arbetare är lockoutade och 20 000 i strejk för att arbetsgivarna velat sänka lönerna.
- Januari – Svenske regissören Victor Sjöström, som har skrivit kontrakt med filmbolaget Goldwyn, flyttar till Hollywood [3].

### Februari
- Februari – Det svenska Socialdemokratiska vänsterpartiet, den falang, som inte vill följa komintern, återansluter sig till socialdemokraterna.
- 7 februari – Den kinesiske krigsherren Wu Peifu anställer en massaker på strejkande järnvägsarbetare och kommunister i Changxindian utanför Peking, vilket blev känt som "7 februari-massakern".
- 17 februari – Farao Tutankhamons grav öppnas.[7]

### Mars

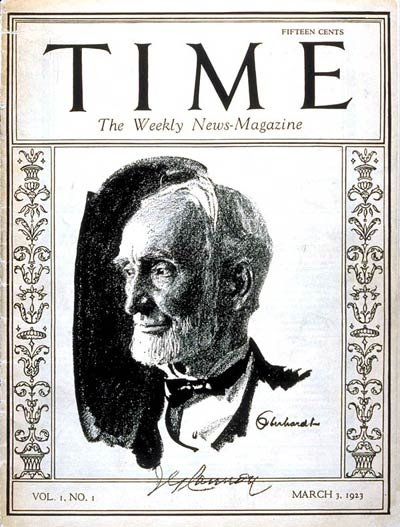
Time Magazine.

- 3 mars – Första numret av den amerikanska veckotidningen TIME Magazine utkommer.
- 4 mars – En ensam dam deltar i Vasaloppet, då gymnastikdirektör Margit Nordin som första kvinna startar bland de 161 deltagarna.[4] Oskar Lindberg, IFK Norsjö, vinner på tiden 6.53.26.[8] Margit Nordins deltagande leder till häftig debatt om kvinnliga i Vasaloppsåkare, och reglerna ändras så att kvinnor förbjuds delta fram till 1981.
- 9 mars – Sveriges första radiolicens löses av ingenjör Gösta Fant i Ålsten.
- 24 mars – Vid en jordbävning med styrkan 7,3 på richterskalan i Kina omkommer cirka 140 000 personer.
- 28 mars – Sveriges första kommunala busslinje öppnas i Göteborg.[5]
- Våren – Socialdemokraterna och kommunisterna får egen majoritet i Göteborgs stadsfullmäktige för första gången.

### April

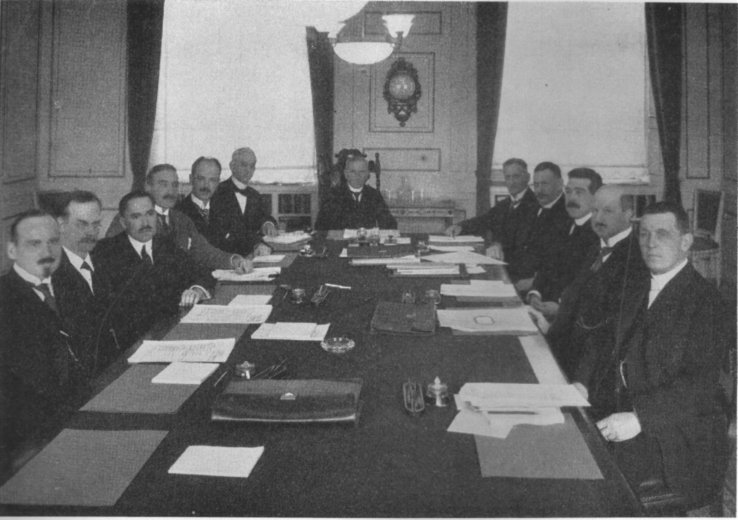
Regeringen Trygger.

- 4 april – Tredje Kvinnliga internationella friidrottsspelen inleds i Monte Carlo, till 7 apr
- 6 april – Den svenska socialdemokratiska minoritetsregeringen avgår sedan Sveriges riksdags andra kammare avslagit ett kompromissförslag om direktiv till AK [5]. Socialdemokraternas förslag är att arbetare, som varit arbetslösa i mer än sex månader skall erhålla arbetslöshetsunderstöd även vid konflikt.
- 19 april – Hjalmar Branting avgår som svensk statsminister och efterträds av Ernst Trygger som bildar en högerministär, dock med svagt parlamentariskt underlag [5].

### Maj

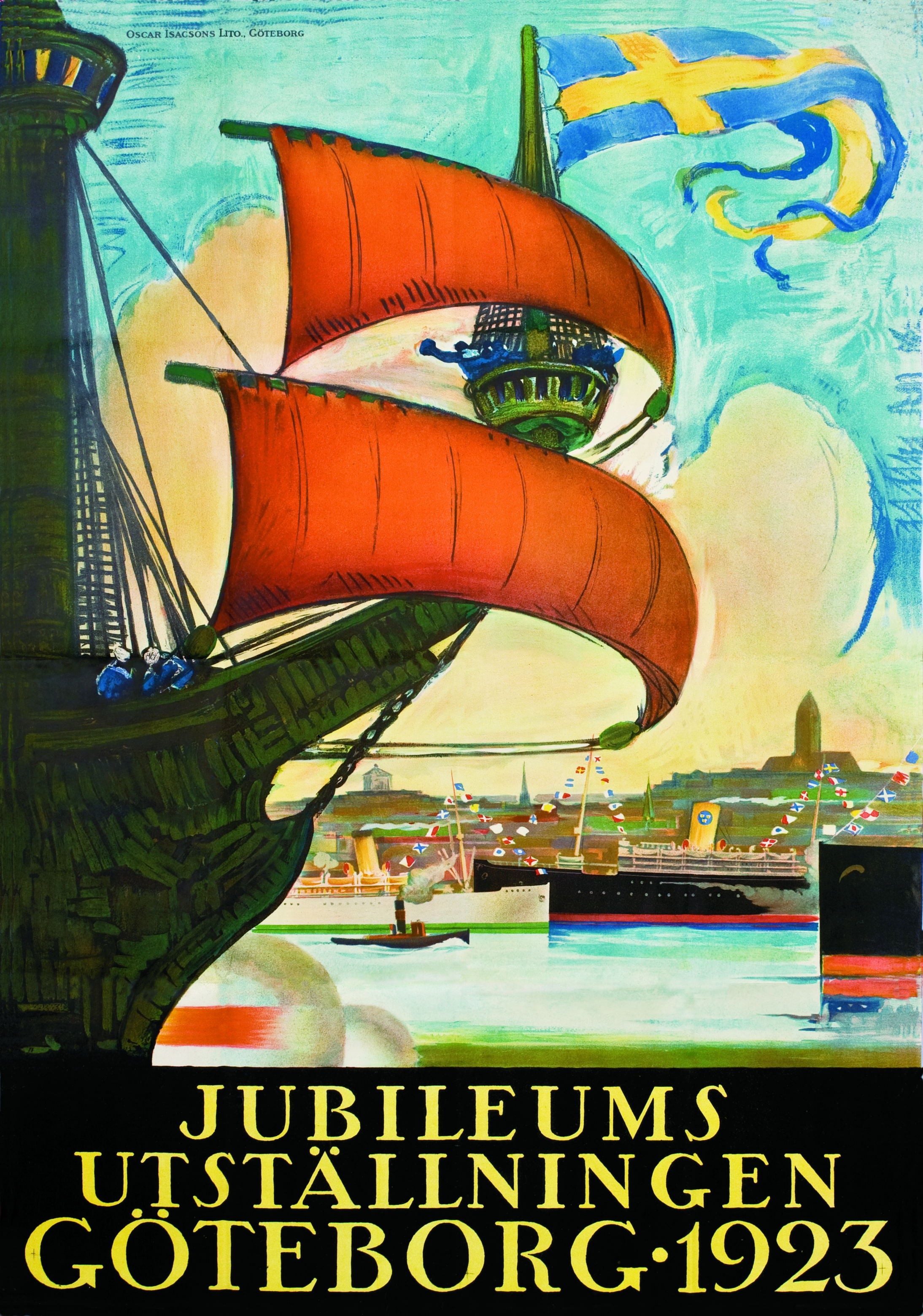
Affischen för Jubileumsutställningen i Göteborg 1923.

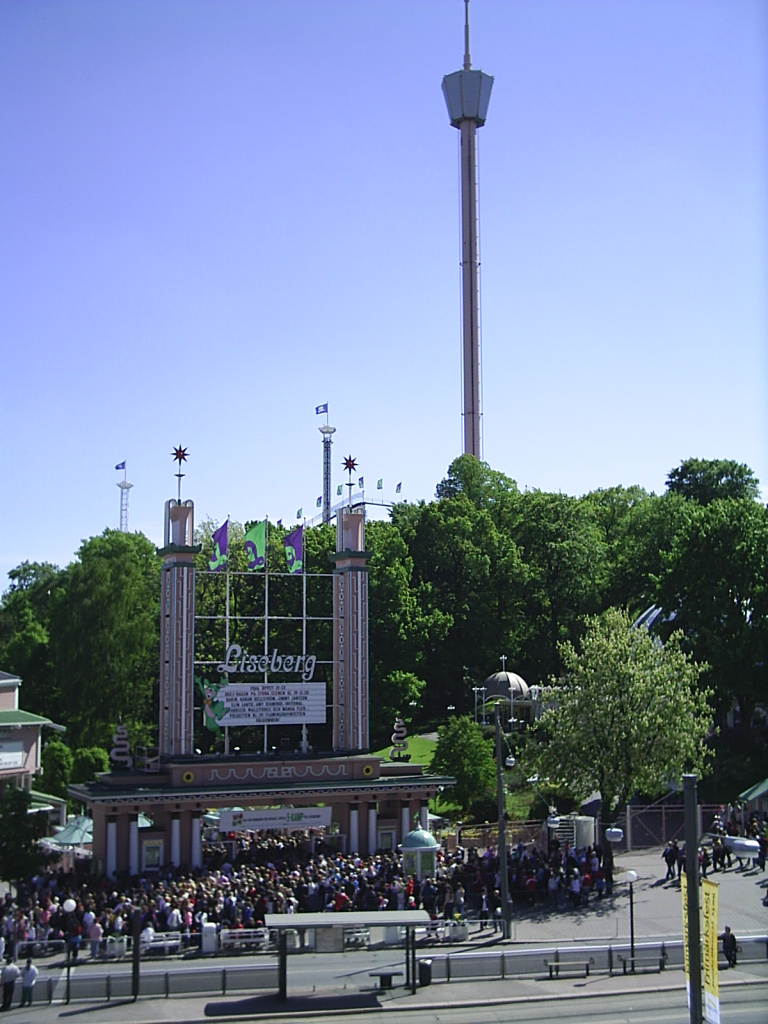
Liseberg.

- 6 maj – First World Congress of Jewish Women äger rum i Wien.
- 7 maj – Dagen innan invigningen av Jubileumsutställningen i Göteborg utbryter slagsmål och skottlossning på utställningsområdet, mellan strejkbrytare och strejkande byggnadsarbetare. Konflikten hade börjat med en hamnarbetarstrejk som utvidgades till att också gälla byggnadsarbetarna på jubileumsutställningen.
- 8 maj – Jubileumsutställningen i Göteborg öppnas för att fira stadens 300-årskalas. Detta medför bland annat att: 
  - Nöjesfältet Liseberg och Svenska Mässan invigs.[4]
  - Utställningen Nordisk Konst öppnar, vilket är första utställning för både Göteborgs Konsthall och Göteborgs konstmuseum på den nyinvigda Götaplatsen.
- 10 maj – Första hästkapplöpningarna med totalisatorspel (toto) avgörs på Jägersro i Malmö [3].
- 12 maj – 9th Conference of the International Woman Suffrage Alliance i Rom.
- 16 maj
  - Polismordet i Göteborg 1923, i formell bemärkelse ett fall av vållande till annans död ägde rum inne på Göteborgs detektivstation på Spannmålsgatan, när detektivkonstapel Carl Olander sköts till döds i tjänsten av Kurt Haijby.
  - Den svenska behörighetslagen antas, varvid kvinnor tillerkänns rätt att inneha statliga ämbeten, med undantag för polis, militär och präst [5].
  - Vin- och Spritcentralen får monopol på handel med sprit i Sverige [6].
- 23 maj – IRA utropar vapenvila vilket avslutar inbördeskriget på Irland.
- 26–27 maj – det första Le Mans 24-timmars-loppet kördes utanför Le Mans i Frankrike.
- 27 maj – Det svenska partiet Frisinnade landsföreningen sprängs på nykterhetsfrågan.

### Juni
- 5 juni – Tyska riksbanken ger upp kampen mot den galopperande inflationen som råder, eftersom tyska staten tvingas finansiera löpande verksamhet med sedelpressarna [5]. De uteblivna inkomsterna från Ruhrområdet ersätts med tryckning av nya sedlar.
- 18 juni – Vulkanen Etna på Sicilien får ett utbrott som gör cirka 60 000 invånare hemlösa.
- 23 juni
  - Efter en byggtid på tolv år invigs Stockholms stadshus av kung Gustaf V [4] på Midsommarafton. Verner von Heidenstam håller tal och påminner att det är på dagen 400 år sedan Gustav Vasa tågade in i Stockholm [2].
  - Organisationen "De vanföras väl" bildas i Göteborg.[9]
  - Den nya Vasaorden står färdig till Stockholms stadshus invigning.
- 30 juni – Under första halvåret har 40 dödsolyckor i motortrafiken inträffat i Sverige. Antalet bilar i Stockholmsområdet beräknas detta år till 7 700 [10].
- Sommaren – Första bussen i Stockholm körs mellan Gustav Adolfs torg och Odenplan [10]

### Juli
- 6 juli – Första HSB-föreningen bildas i bostadsnödens Stockholm [5].
- 24 juli – Lausannefördraget, som bestämmer det moderna Turkiets gränser, undertecknas.
- Juli – Sovjetunionen får sin första officiella flagga som dock bara används i fyra månader.

### Augusti

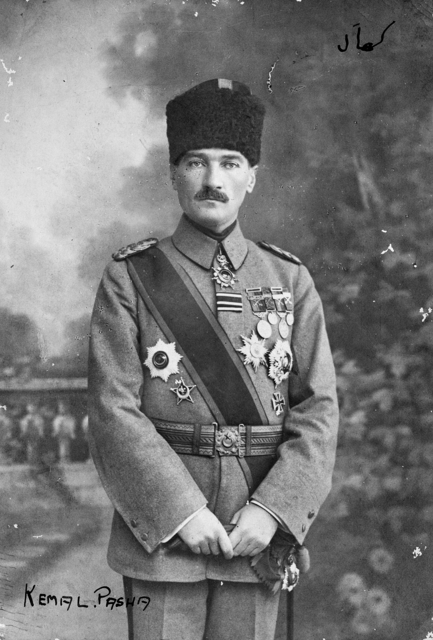
Mustafa Kemal Atatürk.

- 2 augusti – USA:s president Warren G. Harding avlider under en resa till den amerikanska västkusten, och efterträds av sin vicepresident, Calvin Coolidge. Coolidge avlägger den grundlagsenliga ämbetseden som förestavas av hans far; denne är nämligen fredsdomare till yrket.
- 5 augusti – Göteborgs sjöflygplats på Hisingen invigs [5].
- 14 augusti – Mustafa Kemal väljs till Turkiets första president [6].
- 15 augusti – Första utställningen med Bauhaus i Weimar med bland andra Walter Gropius, Ludwig Mies van der Rohe, Hans Poelzig, Erich Mendelsohn och le Corbusier.

### September

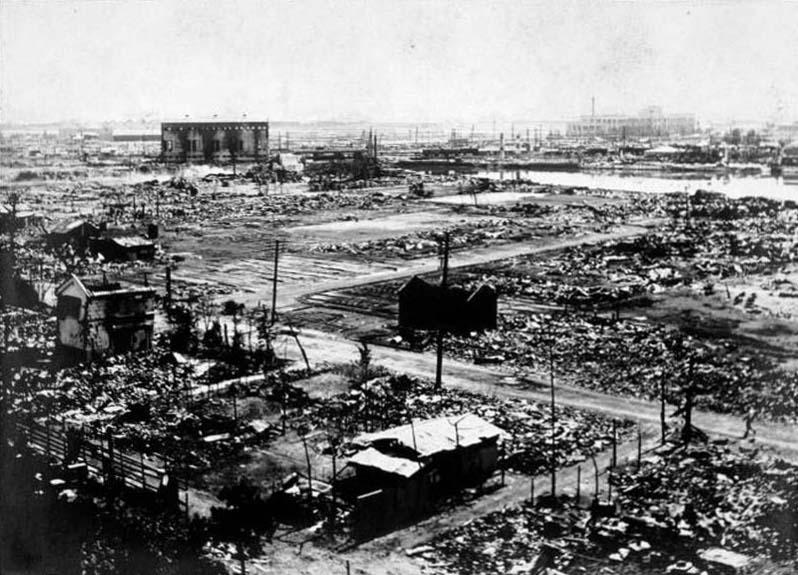
Jordbävning i Japan.

- 1 september – Tokyo och Yokohama drabbas av en jordbävning som orsakar bränder som lägger stora delar av Tokyo i aska [5], som skördar 140 000 dödsoffer och cirka 700 000 hus. Styrkan var enligt richterskalan 7,9.
- 14 september – Uppsalas första moderna bostadsförening (Ymer i Fålhagen) registreras av Länsstyrelsen i Uppsala län.
- 16 september – Svenska Hyresgästernas riksförbund bildas [2].
- 29 september – Den underjordiska telefonkabeln mellan Stockholm och Göteborg står helt färdig [5].

### Oktober
- 5 oktober – Det svenska Statens institut för rasbiologi föreslår att "mindervärdiga folkelement" skall kunna tvångssteriliseras [5].
- 7 oktober – Sveriges liberala parti bildas,[6] efter att Frisinnade landsföreningen har splittrats på spritförbudsfrågan. Det nya partiet är emot förbudet.
- 14 oktober – Svenska Kryssarklubben bildas för att, som det heter i stadgarna, ”väcka och stärka hågen för turist- och långfärder till sjöss och främja möjligheterna för sådana färder”.
- 14 oktober – Ankara blir Turkiets huvudstad.[6]
- 21 oktober – Kreugerkoncernen blir en världstrust i fråga om tändstickor.[4]
- 23 oktober – För första gången sänds en gudstjänst i radio i Sverige.[4]
- 29 oktober
  - Turkiet blir republik i och med upplösandet av det Osmanska riket, och förste president blir Kemal Atatürk.[5]
  - Sveriges utrikesminister Carl Hederstierna väcker uppseende då han i ett tal säger att Sverige skall ingå i försvarsförbund med Finland, och tvingas några dagar senare lämna Sveriges regering.[2]
  - Kommunister gör uppror i Hamburg.
- 31 oktober – Sjöflyghamnen vid Lindarängen på Gärdet blir Stockholms flygstation.[4]

### November

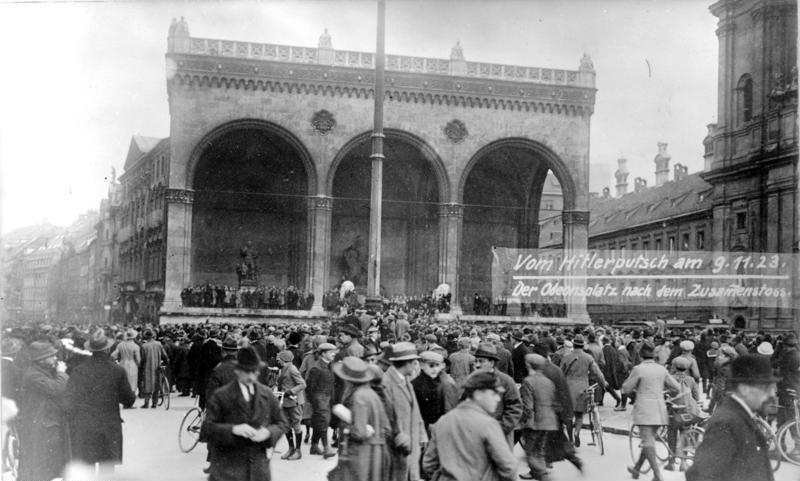
Ölkällarkuppen.

- November – USA drar tillbaka de sista av de marinsoldater man i april 1922 skickade till Kina.[11]
- 3 november – Sveriges kronprins Gustaf Adolf gifter sig i London med lady Louise Mountbatten, dotter till prins Ludvig av Battenberg och prinsessan Viktoria av Hessen-Darmstadt [5] i St. James's Palace i London [2].
- 8 november – Adolf Hitler proklamerar en "nationell revolution" i München, men kuppförsöket slås ner på ett dygn [5]. Adolf Hitler ställer sig först på ett bord, skjuter ett skott mot taket med en revolver och ropar "Den revolutionära revolutionen har börjat!". Det tyska nazistpartiets inleder sitt kuppförsök. Dagen därpå marscherar Hitler med 3 000 man in mot centrum där polisen öppnar eld. Sexton nazister och tre poliser dödas. Hitler faller men pressar sig in i en bil och försvinner.
- 11 november – Hitler arresteras i Uffing utanför München. Han säger senare att han aldrig tänkt använda våld, att han var säker på stöd från polis och militär och ville genomföra kuppen med deras stöd.
- 13 november – Sovjetunionen byter officiell flagga till den numera välkända varianten med hammaren och skäran.
- 15 november – Tyska riksbanken ger ut en ny valuta för att få stopp på den galopperande inflationen. En ny mark motsvarar 1 000 000 000 000 (biljon) av den gamla.
- 22 november – Svenska Antisemitiska Föreningen grundas i Göteborgs av Barthold Lundén.
- 23 november – Nazistiska och kommunistiska partier förbjuds i Tyskland.

### December
- 5 december – Parlamentsvalet i Storbritannien resulterar i landets första labourregering som dock saknar egen majoritet och bara lyckas behålla makten i tio månader.
- 23 december – En gudstjänst från Jakobs kyrka i Stockholm sänds för första gången i radio [2].
- 31 december – Sveriges befolkning passerar för första gången över 6 miljoner [2].

### Okänt datum
- Anton Pettersson blir partisekreterare i Bondeförbundet
- Sveriges antisemitiska parti bildas av Barthold Lundén. Föreningens organ är boulevardbladet Vidi.
- Sverige spelar en aktiv roll som medlare under Korfukrisen mellan Grekland och Italien.
- Hela den svenska malmbanan är nu elektrifierad.
- Handelshögskolan i Göteborg grundas och finansieras till en början av privata donationer samt kommunala och statliga medel.
- I studien Sveriges läge propagerar friherre Axel Rappe för ett svenskt försvarsförbund med Finland, för att stå emot ett sovjetiskt anfall.
- LM Ericsson börjar tillverka telefoner med fingerskiva.
- Ernst Rolf lanserar melodin Bättre och bättre dag för dag.
- Stora Barnhuset i Stockholm, där man tar hand om föräldralösa och oförsörjda barn, läggs ner efter 290 års verksamhet.
- Interpol bildas
- Cirka 40 dödsolyckor med bil inträffar i Sverige, SJ-chefen vill ha uppfostran i trafikkultur och inte dyra bommar vid järnvägskorsningar [4].
- Sverige tillåter totalisatorspel på hästar.[12]
- Första kända tipskupongen i Sverige används.[12]

## Födda

### Första kvartalet

#### Januari
- 1 januari
  - Sembène Ousmane, senegalesisk författare. (död 2007)
  - Kenne Fant, svensk skådespelare, regissör och författare. (död 2016)
- 3 januari – Sam Phillips, amerikansk musiker, skivproducent och skivbolagsdirektör (Sun records där Elvis Presley skivdebuterade). (död 2003)
- 9 januari – Gaby Stenberg, svensk skådespelare (Beatrice i TV-såpan Rederiet). (död 2011)
- 10 januari – Gertrud Sigurdsen, svensk socialdemokratisk politiker, bland annat socialminister 1985–1988. (död 2015)
- 11 januari – Carroll Shelby, amerikansk racerförare, pilot och bilkonstruktör. (död 2012)
- 25 januari – Arvid Carlsson, svensk farmakolog, nobelpristagare. (död 2018)
- 30 januari – Tosse Bark, svensk kompositör, musiker, sångare och skådespelare. (död 1995)
- 31 januari
  - Norman Mailer, amerikansk författare och journalist. (död 2007)
  - Jorge María Mejía, argentinsk kardinal inom Romersk-katolska kyrkan. (död 2014)

#### Februari
- 2 februari – Svetozar Gligorić, serbisk schackspelare. (död 2012)
- 6 februari – Tulli Sjöblom, svensk skådespelare. (död 1959)
- 13 februari
  - James Abdnor, amerikansk republikansk politiker, senator 1981–1987. (död 2012)
  - Chuck Yeager, amerikansk pilot, först genom ljudvallen. (död 2020)
- 18 februari – Gunnar Höglund, svensk barnskådespelare, manusförfattare, producent och regissör. (död 1984)
- 20 februari – Forbes Burnham, guyansk politiker, Guyanas president 1980–1985. (död 1985)
- 27 februari – Dexter Gordon, amerikansk jazzsaxofonist. (död 1990)
- 28 februari
  - Anders Andelius, svensk skådespelare. (död 1983)
  - Charles Durning, amerikansk skådespelare. (död 2012)

#### Mars
- 2 mars
  - Basil Hume, brittisk kardinal, ärkebiskop av Westminster 1976–1999. (död 1999)
  - Viveca Serlachius, svensk skådespelare. (död 1993)
- 7 mars – Vladimír Zábrodský, tjeckoslovakisk ishockeyspelare. (död 2020)
- 12 mars – Wally Schirra, amerikansk astronaut. (död 2007)
- 14 mars
  - Diane Arbus, amerikansk fotograf. (död 1971)
  - William J. Scherle, amerikansk republikansk politiker, kongressledamot 1967–1975. (död 2003)
- 19 mars – Marianne Karlbeck, svensk skådespelare. (död 2014)
- 22 mars – Marcel Marceau, fransk mimskådespelare. (död 2007)
- 28 mars – Thad Jones, amerikansk jazztrumpetare och kompositör. (död 1986)
- 29 mars – Erik Johansson, svensk arbetsförmedlingsföreståndare och riksdagspolitiker. (död 2006)

### Andra kvartalet

#### April
- 1 april – Ingrid Östergren, svensk skådespelare. (död 2014)
- 5 april – Ernest Mandel, belgisk marxistisk ekonom. (död 1995)
- 11 april – Curry Melin, svensk meteorolog. (död 2005)
- 12 april – Ann Miller, amerikansk skådespelare, sångare och dansare. (död 2004)
- 13 april – Barbro Nordin, svensk skådespelare. (död 1999)
- 16 april – Arch A. Moore, amerikansk republikansk politiker, guvernör i West Virginia 1969–1977 och 1985–1989. (död 2015)
- 20 april – Sten Andersson, svensk socialdemokratisk politiker, utrikesminister 1985–1991[4]. (död 2006)
- 22 april – Aaron Spelling, amerikansk filmproducent. (död 2006)
- 25 april
  - Anita Björk, svensk skådespelare. (död 2012)
  - Melissa Hayden, kanadensisk ballerina. (död 2006)
  - Albert King, amerikansk gitarrist och sångare. (död 1992)
- 27 april – Sven Sörmark, svensk chefredaktör och kriminalförfattare. (död 1987)
- 29 april – Irvin Kershner, amerikansk filmregissör. (död 2010)

#### Maj
- 1 maj – Joseph Heller, amerikansk författare. (död 1999)
- 2 maj – Patrick Hillery, Irlands president 1976–1990. (död 2008)
- 3 maj – Ralph Hall, amerikansk politiker. (död 2019)
- 4 maj – Gillis William Long, amerikansk demokratisk politiker, kongressledamot 1963–1965 och 1973–1985. (död 1985)
- 11 maj – Corrado Balducci, italiensk katolsk teolog. (död 2008)
- 20 maj – Ingvar Kjellson, svensk skådespelare. (död 2014)
- 26 maj – James Arness, amerikansk skådespelare. (död 2011)
- 27 maj – Henry Kissinger, amerikansk politiker och diplomat, utrikesminister och nobelpristagare. (död 2023)
- 28 maj – György Ligeti, ungersk kompositör. (död 2006)
- 31 maj
  - Ellsworth Kelly, amerikansk konstnär. (död 2015)
  - Rainier III, furste av Monaco 1949–2005. (död 2005)

#### Juni
- 1 juni – Else Marie Brandt, svensk skådespelare. (död 2014)
- 2 juni – Margot Trooger, tysk skådespelare. (död 1994)
- 4 juni – Gregor Dahlman, svensk skådespelare. (död 1994)
- 8 juni – Astor Holmqvist, svensk inspicient, cirkusartist och turnéledare. (död 1983)
- 13 juni – Christian Bratt, svensk skådespelare och sångare. (död 1966)
- 15 juni
  - Erroll Garner, amerikansk jazzpianist. (död 1977)
  - Erland Josephson, svensk skådespelare, regissör, Dramatenchef och författare[4]. (död 2012)
  - Hans Lagerkvist, svensk regissör, producent, och skådespelare. (död 1991)
- 25 juni – Sam Francis, amerikansk konstnär. (död 1994)

### Tredje kvartalet

#### Juli
- 2 juli – Wisława Szymborska, polsk poet, nobelpristagare. (död 2012)
- 3 juli – Charles Hernu, fransk politiker, Frankrikes försvarsminister 1981–1985. (död 1990)
- 6 juli – Wojciech Jaruzelski, polsk politiker, president 1989–1990. (död 2014)
- 8 juli
  - Harrison Dillard, amerikansk friidrottare, fyra OS-guld. (död 2019)
  - Bibi Lindkvist, svensk skådespelare, regiassistent och ljudtekniker. (död 2016)
- 10 juli – Hans Villius, svensk professor i historia och TV-personlighet. (död 2012)
- 23 juli – Cyril M. Kornbluth, amerikansk science fiction-författare. (död 1958)
- 25 juli
  - Estelle Getty, amerikansk skådespelare. (död 2008)
  - Maria Gripe, svensk författare. (död 2007)
- 26 juli – Curt Broberg, svensk skådespelare och teaterregissör. (död 2003)
- 27 juli – Masutatsu Oyama, koreansk grundare av karatestilen kyokushinkai. (död 1994)

#### Augusti
- 2 augusti – Shimon Peres, israelisk politiker och statsman, Israels premiärminister 1984–1986 och 1995–1996. (död 2016)
- 3 augusti – Jean Hagen, amerikansk skådespelare. (död 1977)
- 5 augusti – Richard Kleindienst, amerikansk republikansk politiker, USA:s justitieminister 1972–1973. (död 2000)
- 15 augusti – Bengt Blomgren, svensk skådespelare, manusförfattare och regissör. (död 2013)
- 20 augusti – Jim Reeves, amerikansk countrysångare. (död 1964)
- 23 augusti – Balram Jakhar, indisk politiker. (död 2016)
- 24 augusti – Bo Setterlind, svensk poet. (död 1991)
- 29 augusti – Richard Attenborough, brittisk skådespelare, filmproducent och filmregissör. (död 2014)
- 31 augusti
  - Rolf Bolin, svensk regissör, manusförfattare, klippare och sångtextförfattare. (död 2000)
  - Lars-Owe Carlberg, svensk inspelningsledare, produktionsledare och producent. (död 1988)

#### September
- 1 september – Rocky Marciano, amerikansk tungviktsboxare. (död 1969)
- 7 september
  - Stig Ossian Ericson, svensk skådespelare och författare. (död 2012)
  - Peter Lawford, brittisk-amerikansk skådespelare. (död 1984)
  - Louise Suggs, amerikansk golfspelare. (död 2015)
- 9 september
  - Daniel Carleton Gajdusek, amerikansk läkare, nobelpristagare. (död 2008)
  - Bertil Norström, svensk skådespelare. (död 2012)
  - Cliff Robertson, amerikansk skådespelare. (död 2011)
- 13 september – Zoja Kosmodemjanskaja, sovjetisk partisan. (död 1941)
- 15 september – Catharina Broomé, svensk dominikansyster och författare. (död 2007)
- 17 september – Hank Williams, amerikansk countryartist. (död 1953)
- 18 september – Betty Bjurström, svensk varietédansös och skådespelare. (död 2001)
- 28 september – Tuli Kupferberg, amerikansk poet och musiker, medlem i The Fugs. (död 2010)

### Fjärde kvartalet

#### Oktober
- 3 oktober – Inger Jacobsen, norsk sångare och skådespelare. (död 1996)
- 5 oktober
  - Stig Dagerman, svensk författare[4]. (död 1954)
  - Claes Esphagen, svensk skådespelare. (död 2007)
  - Glynis Johns, brittisk skådespelare. (död 2024)
- 7 oktober
  - Irma Grese, tysk krigsförbrytare. (död 1945)
  - Sonja Kolthoff, svensk skådespelare. (död 1970)
- 16 oktober – Bert Kaempfert, tysk orkesterledare och kompositör. (död 1980)
- 17 oktober – Barney Kessel, amerikansk jazzgitarrist. (död 2004)
- 23 oktober
  - Lennart Ekström, svensk manusförfattare och sångtextförfattare. (död 1970)
  - Bengt Haslum, svensk sångtextförfattare, författare, översättare och programledare i radio. (död 2006)
  - Bhairon Singh Shekhawat, indisk politiker, vicepresident 2002–2007. (död 2010)
- 29 oktober – Desmond Bagley, brittisk thrillerförfattare. (död 1983)
- 30 oktober – Topper Martyn, svensk illusionist. (död 2004)

#### November
- 1 november – Gordon R. Dickson, kanadensisk science fiction-författare. (död 2001)
- 2 november – Rune Ottoson, svensk skådespelare. (död 1975)
- 5 november – Rudolf Augstein, tysk tidningsutgivare, grundare av Der Spiegel. (död 2002)
- 6 november – Robert P. Griffin, amerikansk republikansk politiker och jurist, senator 1966–1979. (död 2015)
- 7 november
  - Tjadden Hällström, svensk skådespelare, revyförfattare och komiker. (död 2000)
  - Hasse Tellemar (f. Andersson), svensk musiker och radioman. (död 2012)
- 15 november – Lento Goffi, italiensk poet. (död 2008)
- 18 november
  - Alan Shepard, amerikansk flygare och astronaut, första amerikanen i rymden 1961. (död 1998)
  - Ted Stevens, amerikansk politiker. (död 2010)
- 20 november – Nadine Gordimer, sydafrikansk författare, nobelpristagare. (död 2014)
- 22 november – Ragnvi Lindbladh, svensk skådespelare. (död 1975)
- 23 november – Daniel Brewster, amerikansk demokratisk politiker. (död 2007)
- 24 november – Ingemar Pallin, svensk sångare, skådespelare och radioman. (död 2003)
- 25 november – Mauno Koivisto, finländsk politiker, Finlands president 1982–1994. (död 2017)
- 27 november – Roy Lichtenstein, amerikansk konstnär. (död 1997)
- 29 november – Richard G. Shoup, amerikansk republikansk politiker, kongressledamot 1971–1975. (död 1995)

#### December
- 2 december – Maria Callas, grekisk-amerikansk sopran. (död 1977)
- 5 december – Norman Burton, amerikansk skådespelare. (död 2003)
- 9 december – Bror Mellberg, svensk fotbollsspelare och affärsman. (död 2004)
- 12 december – Olle Bengtsson ("Skofteby-Bengtsson"), svensk boxare. (död 2005)
- 13 december – Gunnar Lundin, svensk skådespelare, inspicient och produktionsledare. (död 2000)
- 17 december – Jürgen Ponto, tysk bankchef. (död 1977)
- 18 december
  - Rut Cronström, svensk skådespelare. (död 2010)
  - Palle Granditsky, svensk skådespelare, regissör och teaterchef. (död 2001)
- 30 december
  - Carl-Göran Ekerwald, svensk författare. (död 2025)
  - Sara Lidman, svensk författare[4]. (död 2004)

## Avlidna

### Första kvartalet

#### Januari
- 3 januari
  - Jaroslav Hašek, 39, tjeckisk författare, lämnade efter sig den ofullbordade romanen Den tappre soldaten Švejks äventyr under världskriget.[3]
  - Cora L.V. Scott, 82, amerikanskt medium, präst och författare.

#### Februari

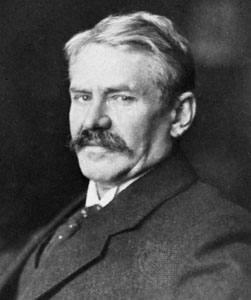
Den tyske religionsfilosofen Ernst Troeltsch avled den 1 februari, 57 år gammal.

- Den tyske religionsfilosofen Ernst Troeltsch avled den 1 februari, 57 år gammal.1 februari – Ernst Troeltsch, 57, tysk protestantisk teolog och religionsfilosof.
- 3 februari
  - Philipp Bloch, 81, tysk religionsfilosof och rabbin.
  - Charles M. Floyd, 61, amerikansk republikansk politiker, guvernör i New Hampshire 1907–1909.
  - Kuroki Tamemoto, 78, japansk militär.
- 4 februari – Siegmund Günther, 74, tysk matematiker.
- 6 februari
  - Edward Barnard, 65, amerikansk astronom.
  - Adolf Heyduk, 87, tjeckisk poet.
- 8 februari
  - Bernard Bosanquet, 74, brittisk filosof.
  - Lilli Suburg, 81, estländsk författare och journalist.
- 10 februari
  - James A. Hemenway, 62, amerikansk republikansk politiker, senator 1905–1909.
  - Wilhelm Röntgen, 77, tysk fysiker, nobelpristagare.
- 14 februari – Adolf Kaegi, 73, schweizisk filolog.
- 15 februari – Charles Simon Clermont-Ganneau, 76, fransk orientalist.
- 16 februari – Thomas C. Power, 83, amerikansk republikansk politiker, senator 1890–1895.
- 18 februari – Platon Letjitskij, 66, rysk militär.
- 19 februari
  - Jean Lecomte du Nouÿ, 80, fransk målare.
  - Ivan Tavčar, 71, slovensk politiker och författare.
- 20 februari – Damdiny Süchbaatar, 30, mongolisk militär och politiker.
- 21 februari – Théophile Delcassé, 70, fransk politiker, utrikesminister 1898–1905 och 1914–1915.
- 24 februari – Edward Morley, 85, amerikansk kemist.
- 26 februari – George Clement Perkins, 83, amerikansk republikansk politiker.
- 27 februari – Joseph R. Burton, 70, amerikansk republikansk politiker, senator 1901–1906.
- 28 februari
  - François Flameng, 66, fransk målare och grafiker.
  - Hugo Licht, 82, tysk arkitekt.

#### Mars
- 3 mars – Georg von Rosen, 80, svensk greve, konstnär och professor vid Konstakademien.
- 8 mars – Johannes Diderik van der Waals, 85, nederländsk fysiker, nobelpristagare.
- 20 mars – Józef Bilczewski, 62, polsk romersk-katolsk ärkebiskop, helgon.
- 26 mars – Sarah Bernhardt, 78, fransk skådespelare.

### Andra kvartalet

#### April
- 1 april – Thomas Mitchell Campbell, 66, amerikansk demokratisk politiker.
- 4 april – Horace Boies, 95, amerikansk demokratisk politiker, guvernör i Iowa 1890–1894.
- 5 april – Lord Carnarvon, 56, brittisk adelsman som bekostade utgrävningarna i Konungarnas dal i Egypten.
- 28 april – Knute Nelson, 80, norsk-amerikansk politiker.

#### Maj
- 26 maj – Albert Leo Schlageter, 28, tysk Freikorps-medlem som avrättades för sabotageverksamhet.

#### Juni
- 4 juni – Filippo Smaldone, 74, italiensk romersk-katolsk präst, helgon.
- 24 juni – Edith Södergran, 31, finlandssvensk författare (död i TBC [5]), lämnar efter sig Landet som icke är [3].

### Tredje kvartalet

#### Juli
- 9 juli – William R. Day, 74, amerikansk politiker och jurist, USA:s utrikesminister 1898 och domare i USA:s högsta domstol 1903–1922.
- 12 juli – William P. Dillingham, 79, amerikansk republikansk politiker, senator sedan 1900.
- 20 juli – Pancho Villa, 45, mexikansk general och revolutionär, (mördad av regeringens agenter i Mexiko) [5].
- 23 juli – Charles Dupuy, 71, fransk politiker, Frankrikes tillförordnade president 25–27 juni 1894, 16–17 januari 1895 och 16–18 februari 1899.

#### Augusti
- 2 augusti – Warren G. Harding, 57, amerikansk politiker, USA:s president sedan 1921.
- 16 augusti – Karl Nordström, 68, svensk konstnär.
- 19 augusti – Vilfredo Pareto, 75, italiensk sociolog, ekonom och moralfilosof.

#### September
- 3 september
  - Frans Enwall, 64, svensk skådespelare.
  - Albert Stutzer, 74, tysk lantbrukskemist.
- 14 september – Ernst Lagus, 64, finländsk skolman och författare.

### Fjärde kvartalet

#### Oktober
- 9 oktober
  - Henry Markham, 82, amerikansk republikansk politiker.
  - Tommaso Salvadori, 88, italiensk zoolog.
- 19 oktober – Adolfo Apolloni, 68, italiensk skulptör.
- 27 oktober – Oscar Norén, 78, svensk tidningsman och godsägare.
- 29 oktober – Betty Elfving, 86, finländsk författare.

#### November
- 8 november – Alfhild Agrell, 74, svensk författare.

#### December
- 11 december – Kata Dalström, 64, svensk författare och förgrundsgestalt inom arbetarrörelsen.
- 12 december – Raymond Radiguet, 20, fransk författare.
- 27 december – Gustave Eiffel, 91, fransk ingenjör, skapare av Eiffeltornet i Paris och delaktig i uppförandet av frihetsgudinnan i New York.

## Nobelpris[13]
- Fysik – Robert A Millikan, USA
- Kemi – Fritz Pregl, Österrike
- Medicin
  - Frederick G Banting, Kanada
  - John Macleod, Kanada
- Litteratur – William Butler Yeats, Irland
- Fred – Inget pris utdelades

### Fotnoter
1. ↑  Faktakalendern 2000 – 1923 (Utlandet) , Semic, 1999
2. 1 2 3 4 5 6 7  Sverige 1900-talet – 1923, NE, Bra Böcker, 2000
3. 1 2 3 4 5  100 år med Aftonbladet – 1923, 1999
4. 1 2 3 4 5 6 7 8 9 10 11 12  Hundra år i Sverige – 1923, Hans Dahlberg, Albert Bonniers, 1999
5. 1 2 3 4 5 6 7 8 9 10 11 12 13 14 15 16  20:e århundrades När Var Hur – 1923, Bernt Himmelstedt, Forum, 1999
6. 1 2 3 4 5  Faktakalendern 2000 – 1923 (Sverige), 1999
7. ↑  ”Det hände i dag”. http://webnews.textalk.com/se/calendar.php?id=9747&type=month&ds=20110217&list=true.[ej i angiven källa]
8. ↑  20:e århundrades När Var Hur – Idrottens stora sekel, Bernt Himmelstedt, Forum, 1999
9. ↑  ”DHR”. Arkiverad från originalet den 1 februari 2012. https://web.archive.org/web/20120201182436/http://www.dhr.se/index.php?page=historia. Läst 5 juli 2011.
10. 1 2  75 år Sverige, Carl-Adam Nycop, Bokförlaget Bra böcker, 1976, sidan 65 – Omnibussen gör sin entré
11. ↑  ”USA:s militära insatser i utlandet”. Arkiverad från originalet den 12 oktober 2011. https://www.webcitation.org/62NCLaa95?url=http://www.history.navy.mil/library/online/forces.htm.
12. 1 2  Sverige 1900-talet – Hundra år av lönsamhet, NE, Bra Böcker, 2000
13. ↑  ”Nobelpriset”. https://www.nobelprize.org/prizes/lists/all-nobel-prizes/. Läst 10 april 2011.